# 메어스부르크

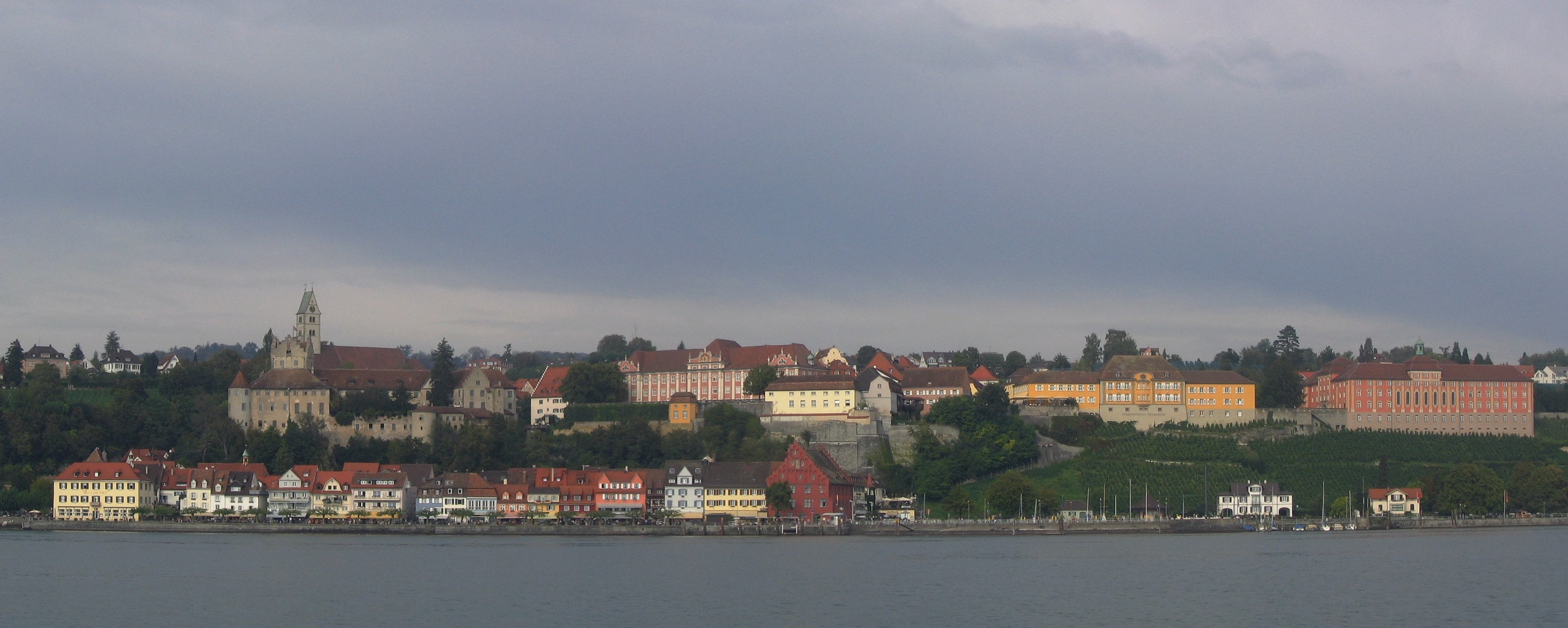
메어스부르크

메어스부르크(독일어: Meersburg)는 독일 바덴뷔르템베르크주에 위치한 도시로 면적은 12.08km2, 인구는 5,376명(2012년 12월 31일 기준), 인구 밀도는 450명/km2이다. 보덴호와 접한다.

시 문장

## 자매 도시
- 독일 혼슈타인
- 프랑스 루브시엔
- 이탈리아 산지미냐노